# Dark web
Dark web – termin określający celowo ukrytą część zasobów Internetu, którą można przeglądać jedynie przy użyciu specjalnego oprogramowania. Dostęp do dark web jest możliwy z poziomu tzw. sieci Darknet, składających się z wielu rozproszonych, anonimowych węzłów (np. Tor, I2P).

## Dostęp i zawartość
Dark web jest częścią tzw. Deep web, czyli części Internetu niedostępnej z poziomu standardowych wyszukiwarek internetowych, w związku z czym dostęp do zamieszczanych tam stron internetowych jest utrudniony. Istnieją katalogi adresów dostępnych w dark webie stron (np. The Hidden Wiki), jak również specjalne wyszukiwarki służące do ich znajdywania (np. DuckDuckGo, Ahmia).
1. Treści legalne: 47,7%
2. Strony niedziałające: 17,7%
3. Narkotyki: 12,3%
4. Dla dorosłych: 6,80%
5. Nielegalne różne: 6,50%
6. Leki: 3,30%
7. Pozostałe: 5,70%

Według raportu helpnetsecurity.com z 2016 roku.

### Treści legalne
Choć dark web jest kojarzony głównie z treściami dotyczącymi działań nielegalnych, szacuje się, że około połowy jego zawartości jest legalna. Są to np. strony podobne do działających w zwykłym Internecie (sieć zindeksowana) np. blogi, fora dyskusyjne, serwisy informacyjne, bazy danych (np. medyczne) itp.

### Treści nielegalne
Z racji dużo większej anonimowości niż podczas korzystania ze standardowych sieci internetowych, dark web jest często wykorzystywany do działań niezgodnych z prawem. Oto przykłady tego typu użycia:
- Czarny rynek – serwisy oferujące sprzedaż produktów nielegalnych stanowią dość dużą część dark webu. Oferują one najczęściej narkotyki, broń, kradzione bądź sfałszowane dokumenty czy skradzione konta w serwisach internetowych (np. PayPal)[4][5][6]. Strony takie najczęściej oferują płatności kryptowalutami co pozwala zachować anonimowość zarówno kupujących, jak i sprzedających, a także zmniejszyć ryzyko namierzenia przez organy ścigania[6][7].
- Fałszerstwo – istnieje wiele stron oferujących podrobienie dokumentów takich jak paszport, prawo jazdy czy dowód osobisty. Płatność za tego typu usługi jest również najczęściej oferowana poprzez kryptowaluty[6][1].
- Nielegalna pornografia i przemoc – istnieją strony pokazujące m.in. materiały pornograficzne bez zgody osób na nich przedstawionych[8], pornografię dziecięcą, materiały przedstawiające wykorzystania seksualne, pornografię połączoną z przemocą, zdjęcia czy treści drastyczne. Jednakże wiarygodność zamieszczonych tam materiałów jest trudna do potwierdzenia, co wynika z samej natury dark webu. Można również spotkać informacje, jakoby w dark webie miały istnieć tzw. red roomy, czyli serwisy oferujące transmisje na żywo, w których jedna osoba krzywdzi inną zgodnie z życzeniami użytkowników, którzy uiścili opłatę[9]. Trudno potwierdzić czy strony takie rzeczywiście istnieją.
- Działalność hakerów – strony i fora dyskusyjne dotyczące cyberprzestępczości zrzeszające hakerów, opisujące działalność przestępczą, czy nawet oferujące tego typu usługi (np. sprzedaż danych, przejętych kont internetowych. ddos itp.)[7][1]
- Działalność polityczna – w dark webie można znaleźć również strony i fora o tematyce politycznej, których działania są sprzeczne z prawem. Jednym z najbardziej znanych serwisów tego rodzaju jest WikiLeaks znany m.in. z udostępniania tajnych rządowych dokumentów.
- Terroryzm – dark webu używało m.in. Państwo Islamskie[10].

## Użycie przez rządy
Dark web jest też miejscem działania wojska oraz różnych organizacji rządowych zarówno w celu uzyskania anonimowości i obrony przed hakerami, jak również do tropienia przestępców i organizacji terrorystycznych. Amerykańska agencja rządowa DARPA prowadzi projekt Memex, którego zadaniem jest stworzenie wyszukiwarki pozwalającej na skatalogowanie części internetu pomijanej przez zwykłe wyszukiwarki (m.in. ukryte strony dark webu).